# Бранислав Станић
Бранислав Станић  (Брус, 30. јул 1988) je бивши српски фудбалер. 

## Биографија
Поникао је у Копаонику из Бруса, а потом је прошао све млађе селекције Партизана. Дебитовао је у сениорском фудбалу у екипи Телеоптика, а први професионални уговор са Партизаном је потписао у јулу 2007. Одиграо је једну првенствену утакмицу за Партизан на почетку сезоне 2007/08, након чега је враћен на позајмицу у Телеоптик. Са екипом Телеоптика се 2009. пласирао у Прву лигу Србије, а потом је одиграо и први део сезоне 2009/10. у овом клубу. У јануару 2010. одлази на шестомесечну позајмицу у суперлигаша Хајдук из Куле. Након тога две сезоне наступа за суперлигаша Смедерево, а потом у истом рангу такмичења игра и за Нови Пазар.
У фебруару 2014. потписује за Дордој из Бишкека. Наредног месеца са овим клубом осваја Суперкуп Киргистана. Током првог дела сезоне 2014/15. је одиграо две првенствене утакмице за словачког прволигаша Злате Моравце. У августу 2015. је потписао за суперлигаша Рад, одакле након једне полусезоне прелази у прволигаша Колубару, а потом је у истом рангу такмичења играо и за ужичку Слободу коју је напустио лета 2017.